# Nelson Antonio Martinez Rust
Nelson Antonio Martinez Rust (* 10. Juni 1944 in Puerto Cabello) ist ein venezolanischer Geistlicher und emeritierter römisch-katholischer Bischof von San Felipe.

## Leben
Nelson Antonio Martinez Rust empfing am 15. Dezember 1968 die Priesterweihe.
Papst Johannes Paul II. ernannte ihn am 8. Januar 1982 zum Weihbischof in Valencia en Venezuela und Titularbischof von Bararus. Die Bischofsweihe spendete ihm der Erzbischof von Valencia en Venezuela, Luis Eduardo Henríquez Jiménez, am 25. März desselben Jahres; Mitkonsekratoren waren José Alí Kardinal Lebrún Moratinos, Erzbischof von Caracas, und Feliciano González Ascanio, Bischof von Maracay.
Am 29. Februar 1992 wurde er zum Bischof von San Felipe ernannt.
Papst Franziskus nahm am 11. März 2016 seinen vorzeitigen Rücktritt an.